# 黎平秋海棠
黎平秋海棠（学名：Begonia lipingensis）是秋海棠科秋海棠属的植物，为中国的特有植物。分布于中国大陆的广西、贵州、湖南等地，生长于海拔350米至1,120米的地区，常生长在灌丛下湿处岩石上、路边水旁、山谷灌丛下湿处、山地和密林中湿处，目前已由人工引种栽培。

## 别名
指裂叶秋海棠（广西植物志）